# Казахстанско-эстонские отношения
Казахстанско-эстонские отношения — двусторонние отношения между Республикой Казахстан и Эстонской Республикой в политической, экономической и культурной сферах.

## История
Дипломатические отношения между Республикой Казахстан и Эстонией были установлены 27 мая 1992 года.
В июне 1994 года состоялся официальный визит президента Эстонии Леннарта Мери в Казахстан. В ходе визита был подписан Договор о взаимопонимании и сотрудничестве, а также Соглашение о сотрудничестве внешнеполитических ведомств.
В августе 1994 года состоялся официальный визит президента Казахстана Нурсултана Назарбаева в Эстонию, по итогам которого подписано Совместное заявление об основных направлениях взаимоотношений между странами.
В июле 1995 года было открыто совместное посольство Республики Казахстан в Литве, Латвии и Эстонии (по совместительству). В июле 2011 года было открыто посольство Эстонии в Казахстане. В июле 2012 года было открыто посольство Казахстана в Финляндии и Эстонии (так же по совместительству). В марте 2013 года в Таллинне открылось консульство Казахстана. 18 июля 2019 года консульство Казахстана в Таллине было реорганизовано в посольство Казахстана в Эстонии.
1-3 июня 2004 года состоялся официальный визит президента Эстонии Арнольда Рюйтеля в Казахстан. Большое внимание во время встречи президентов было уделено внедрению «электронного правительства», транзитно-транспортного сотрудничества, культуры, образования и гуманитарных контактов.
20-21 апреля 2011 года прошёл государственный визит президента Казахстана Нурсултана Назарбаева в Эстонию. По итогам визита был подписан ряд двусторонних документов, направленных на углубление межгосударственного партнёрства.

## Списки послов

### Послы Казахстана в Эстонии
Список Чрезвычайных и Полномочных Послов Республики Казахстан в Эстонской Республике без послов по совместительству и временных поверенных в делах:
1. Нурлан Сейтимов (21 декабря 2019 — 27 марта 2024)
2. Алтай Кульгинов (27 марта 2024 — н. в.)

### Послы Эстонии в Казахстане
Список послов Эстонии в Казахстане без послов по совместительству и временных поверенных в делах:
1. Яан Хейн (2011—2014)
2. Яан Рейнхольд (2014—2017)
3. Хейти Мяемеэс (2017—2021)
4. Тоомас Тирс (2021—2024)
5. Яап Ора (2024 — н. в.)